# Шаньдун
Шаньду́н (кит. упр. 山东, пиньинь Shāndōng, буквально: «восток гор») — провинция на востоке Китая. Административный центр — город Цзинань. Согласно переписи 2020 года в Шаньдуне проживало 101,527 млн человек (по численности населения провинция занимает второе место в Китае, после Гуандуна).

## География

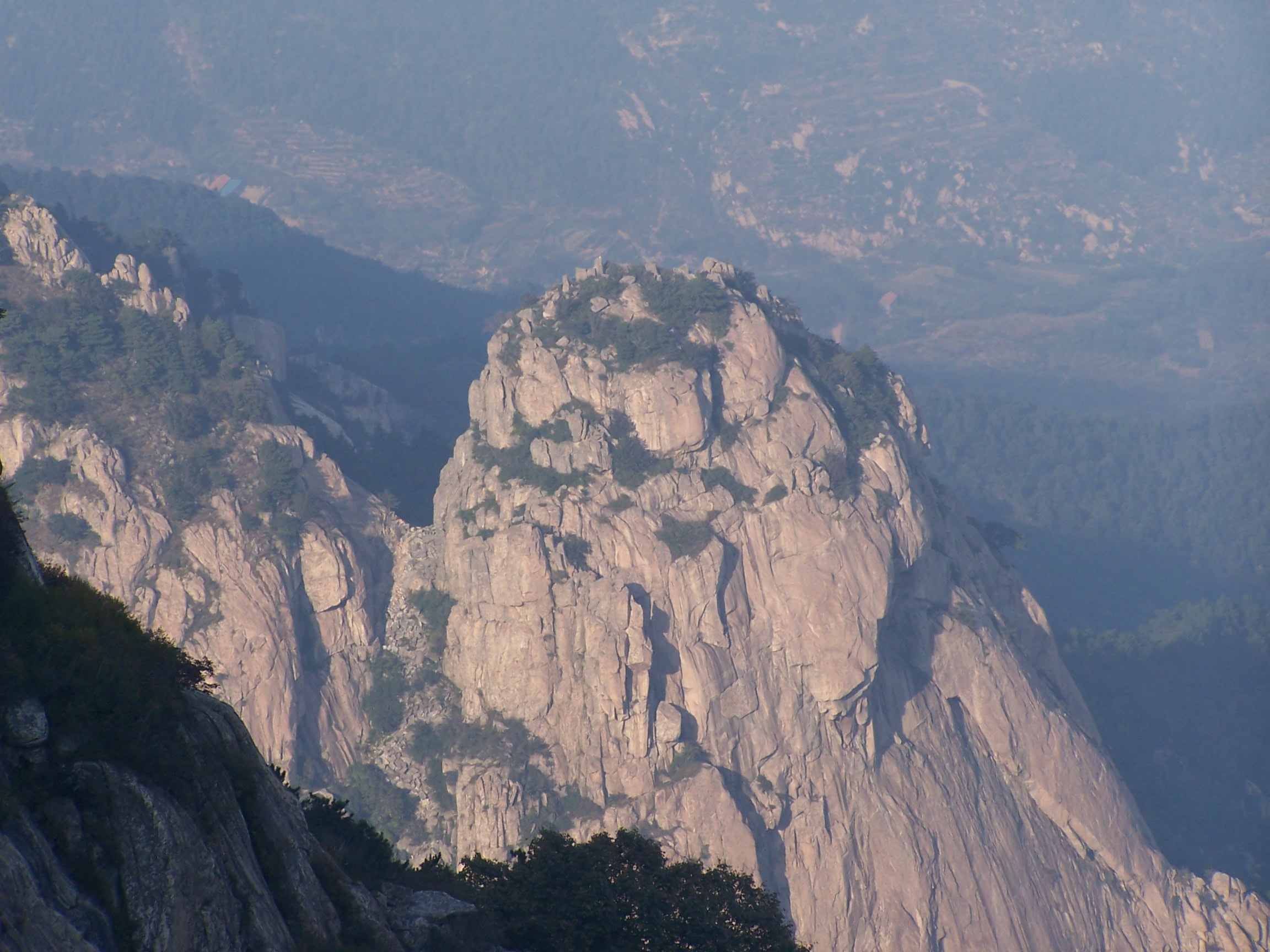
Гора Тайшань

Занимаемая провинцией площадь составляет 156 219 км² (19-е место среди провинций страны). Площадь собственно Шаньдунского полуострова составляет всего 35 000 км² — чуть менее одной пятой от площади всей провинции.
Крупнейший город и порт — Циндао. Прочие крупные и исторически значимые города: Тайань у подножия священной горы Тайшань, Вэйфан, курорты Вэйхай и Яньтай, родина Конфуция — исторический город Цюйфу, крупный промышленный центр и железнодорожный узел Цзыбо.

## История
Впервые топоним «Шаньдун» появился во времена чжурчжэньской империи Цзинь, когда в 1142 году были образованы «Восточная провинция Шаньдун» (山东东路, административный центр — Иду) и «Западная провинция Шаньдун» (山东西路, административный центр — Дунпин).
Единая провинция Шаньдун впервые появилась лишь во времена империи Мин; в то время в её состав входил и Ляодунский полуостров. После маньчжурского завоевания Китая эти земли оказались в составе империи Цин, и провинция, лишившись Ляодуна, приобрела почти современные границы.
В XIX веке Шаньдун оказался в сфере интересов Германской империи, которая основала на Шаньдунском полуострове, в порту Циндао свою колонию и получила значительные экономические права в провинции (например, монопольное право на строительство железных дорог). К этому периоду относится постройка первой железной дороги в Шаньдуне, между Циндао и столицей провинции, городом Цзинань. Правление иностранцев в Шаньдуне и других провинциях привело к восстанию ихэтуаней в 1898—1901 годах.
В середине XX века, когда после капитуляции Японии в Китае развернулась полномасштабная гражданская война, горные районы Шаньдуна оставались одной из основных баз китайских коммунистов. Полностью гоминьдановские войска были изгнаны из Шаньдуна к июню 1949 года. Созданный коммунистами во время партизанской борьбы Шаньси-Хэбэй-Шаньдун-Хэнаньский освобождённый район стал основой образованного в августе 1949 года Специального района Ханьдань, и поэтому часть земель, входивших до войны в состав провинции Шаньдун, перешла в состав провинции Хэбэй.
После образования КНР новыми властями в центре страны была создана провинция Пинъюань, однако уже в 1952 году она была расформирована, и её восточные земли были присоединены к провинции Шаньдун. Тогда же, в 1952 году, была изменена граница между провинциями Шаньдун и Хэбэй, и с той поры провинция приобрела современные очертания. Кроме того, после образования КНР в состав провинции Шаньдун были включены Сюйчжоу и Ляньюньган, однако в 1953 году была образована провинция Цзянсу, и эти земли были переданы в её состав.
В 2019 году городской округ Лайу был присоединён к Цзинани; его район Гайчэн сохранил название, а район Лайчэн стал районом Лайу.

## Население
По данным переписи населения КНР 2010 года, первые пять народностей по численности населения в  провинции Шаньдун были следующие:
| Народность | Население  | Процент |
| ---------- | ---------- | ------- |
| ханьцы     | 95 066 830 | 99,24 % |
| хуэй       | 535 679    | 0,56 %  |
| корейцы    | 61 556     | 0,064 % |
| маньчжуры  | 46 521     | 0,048 % |
| монголы    | 17 669     | 0,018 % |

## Административное деление
В административном плане провинция Шаньдун делится на четырнадцать городских округов и два города субпровинциального значения:
| Карта | №         | Русское название | Китайское название | Пиньинь                           | Тип |
| ----- | --------- | ---------------- | ------------------ | --------------------------------- | --- |
|       |           |                  |                    |                                   |     |
| 1     | Цзинань   | 济南市           | Jǐnán shì          | город субпровинциального значения |     |
| 2     | Циндао    | 青岛市           | Qīngdǎo shì        | город субпровинциального значения |     |
| 3     | Биньчжоу  | 滨州市           | Bīnzhōu shì        | городской округ                   |     |
| 4     | Дэчжоу    | 德州市           | Dézhōu shì         | городской округ                   |     |
| 5     | Дунъин    | 东营市           | Dōngyíng shì       | городской округ                   |     |
| 6     | Хэцзэ     | 菏泽市           | Hézé shì           | городской округ                   |     |
| 7     | Цзинин    | 济宁市           | Jǐníng shì         | городской округ                   |     |
| 8     | Цзыбо     | 淄博市           | Zībó shì           | городской округ                   |     |
| 9     | Ляочэн    | 聊城市           | Liáochéng shì      | городской округ                   |     |
| 10    | Линьи     | 临沂市           | Línyí shì          | городской округ                   |     |
| 11    | Жичжао    | 日照市           | Rìzhào shì         | городской округ                   |     |
| 12    | Тайань    | 泰安市           | Tài'ān shì         | городской округ                   |     |
| 13    | Вэйфан    | 潍坊市           | Wéifāng shì        | городской округ                   |     |
| 14    | Вэйхай    | 威海市           | Wēihǎi shì         | городской округ                   |     |
| 15    | Яньтай    | 烟台市           | Yāntái shì         | городской округ                   |     |
| 16    | Цзаочжуан | 枣庄市           | Zǎozhuāng shì      | городской округ                   |     |

## Вооружённые силы

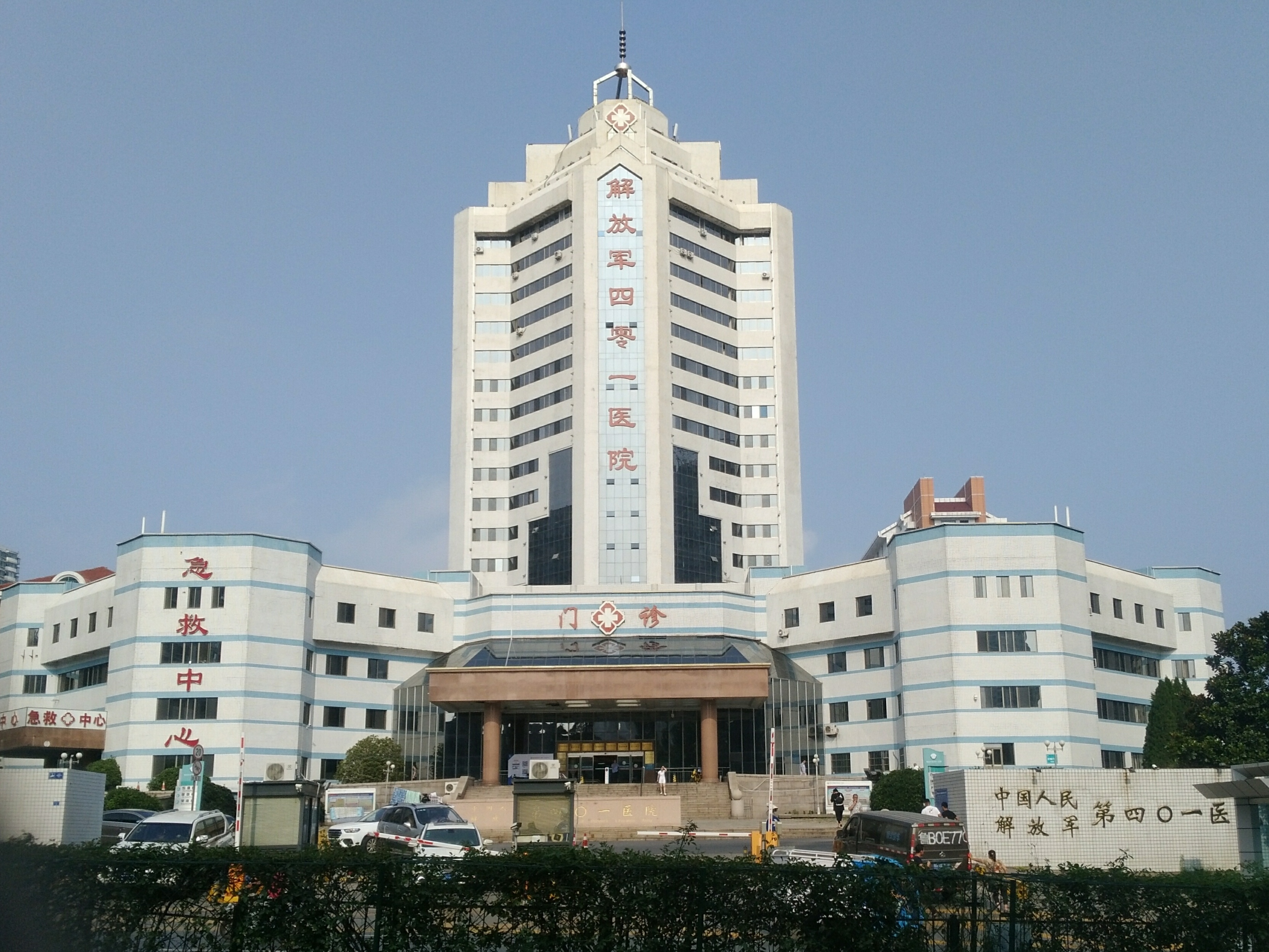
Военный госпиталь в Циндао

В Цзинане расположены штаб сухопутных войск Северного военного округа, штаб 653-й ракетной бригады и Цзинаньское училище сухопутных войск; в Циндао — штаб и крупнейшая военно-морская база Северного флота, а также бригада морской пехоты, Училище подводного плавания ВМС и Институт военно-гражданской интеграции; в Вэйфане — штабы 80-й группы армий и 36-й авиационной бригады; в Дэчжоу — штаб 35-й авиационной бригады; в Ляочэне — штаб 80-й бригады армейской авиации; в Вэйхае — военно-морская база Северного флота, в Яньтае — военно-морская база Северного флота и Инженерный институт морской авиации.

## Экономика

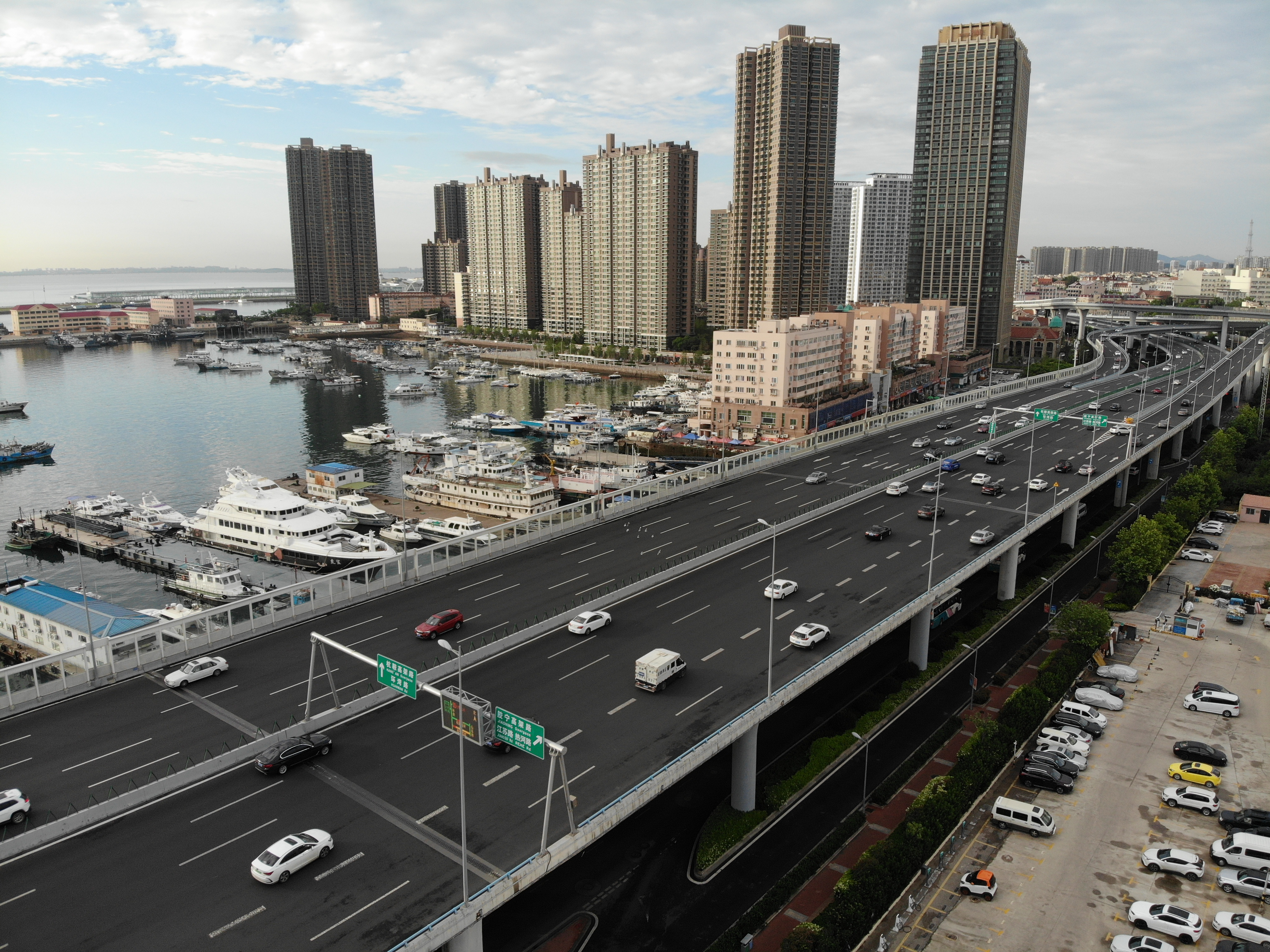
Новый район Циндао

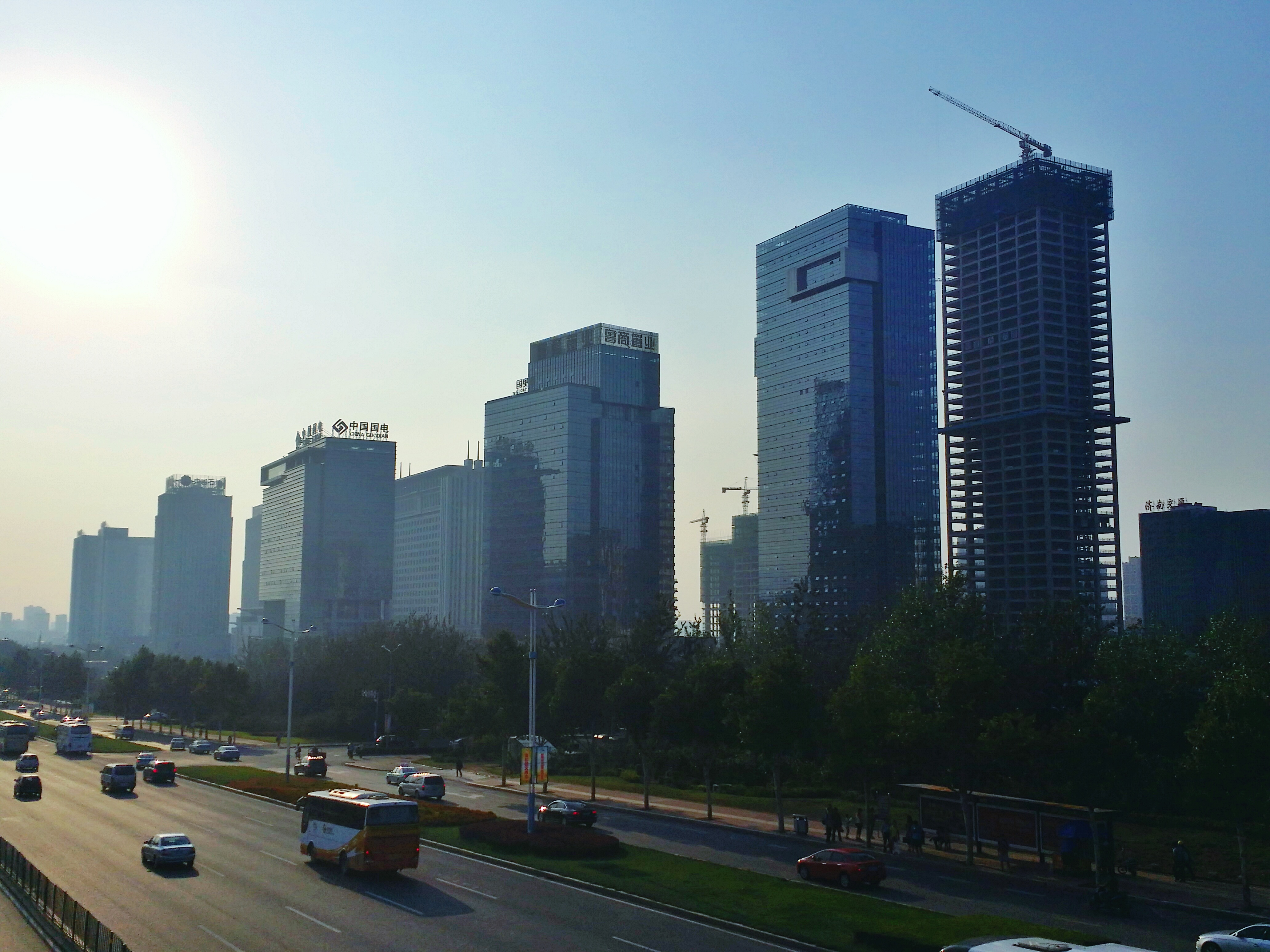
Деловой район Цзинани

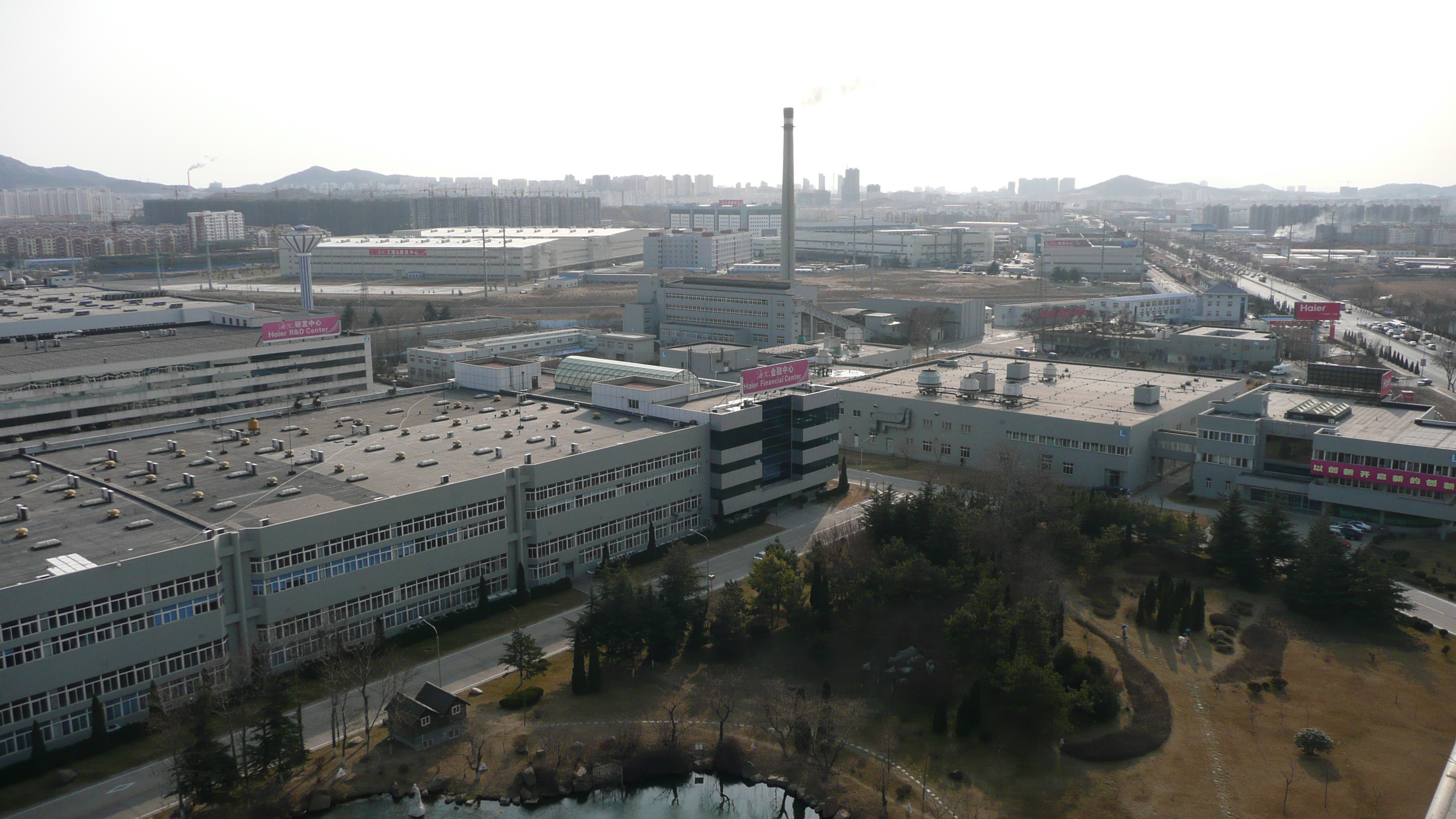
Завод Haier в Циндао

Шаньдун является одним из самых крупных и развитых экономических регионов Китая. Процветание экономической сферы провинции стало возможным благодаря выгодному географическому положению (в том числе выходам к Желтому морю и бассейну реки Хуанхэ), наличию сырьевой базы, развитой производственной и транспортной инфраструктуры, а также благодаря высокому уровню образования, технологического развития и использования передовых технологий.   
В 2020 году валовой региональный продукт провинции Шаньдун вырос на 3,6 % в годовом исчислении и составил более 7,31 трлн юаней (около 1,13 трлн долл. США). По итогам 2022 года ВРП Шаньдуна составил 8,7 трлн юаней (около 1,3 трлн долл. США), увеличившись на 5,4 % в годовом исчислении. Внешнеторговый оборот провинции в 2022 году превысил 3 трлн юаней.   
В провинции Шаньдун базируются крупные промышленные, финансовые и транспортные компании из списков  Fortune Global 500 и Forbes Global 2000, в том числе Shandong Energy Group, Yankuang Group / Yanzhou Coal Mining и Huadian Power International (энергетика и добыча угля), Weiqiao Pioneering Group (производство текстиля), Haier и Hisense (производство бытовой техники), Shandong Iron and Steel Group и China Hongqiao Group (металлургия), Weichai Holding Group и Sinotruk Group (транспортное машиностроение), Wanhua Group (производство химических продуктов), Qingdao Rural Commercial Bank и Bank of Qingdao (финансовые услуги).

### Промышленность
Основные отрасли промышленности провинции Шаньдун — добыча полезных ископаемых (уголь, золото), производство электроэнергии, текстильная и швейная промышленность, производство электроники и бытовой техники, машиностроение (легковые и грузовые автомобили, строительная и сельскохозяйственная техника, морские суда, двигатели и насосы), металлургия, химическая и нефтехимическая промышленность, производство строительных материалов, пищевая промышленность.
В Шаньдун находится 26 % нефтеперерабатывающих мощностей страны; именно в Шаньдун поступает вся нефть, поставляемая Saudi Aramco Китаю. Крупнейшие НПЗ компании Sinopec Group расположены в городах Циндао, Цзинань и Цзыбо.
Провинция Шаньдун занимает первое место в стране в сфере сельскохозяйственного машиностроения. По итогам 2022 года доход индустрии сельскохозяйственного оборудования составил 87 млрд юаней, что на 6 % больше по сравнению с 2021 годом. 
Среди крупнейших предприятий — АЭС Хайян в Яньтае и АЭС Шидаовань в Вэйхае; заводы бытовой техники Haier и Hisense в Циндао, заводы локомотивов CRRC Group в Циндао и Цзинане, судостроительные заводы China Shipbuilding Industry Corporation в Циндао и China International Marine Containers в Яньтае, завод двигателей Weichai Holding Group в Вэйфане, заводы грузовиков Sinotruk Group в Цзинане и FAW Jiefang в Циндао, автобусный завод Zhongtong Bus в Ляочэне, вертолётный завод Haili Helicopters в Циндао, завод компьютерной техники Inspur в Цзинане, металлургические заводы Shandong Iron and Steel Group в Цзинане и China Hongqiao Group в Биньчжоу, химический комбинат Wanhua Chemical в Яньтае, шинные заводы Linglong Tire в Чжаоюане и Sentury Tire в Циндао, текстильный комбинат Weiqiao Pioneering Group в Цзоупине, бумажный комбинат Chenming Paper в Шоугуане, пивной завод Tsingtao Brewery в Циндао.

### Энергетика
По состоянию на конец 2023 года совокупная установленная мощность ветряных и солнечных электростанций провинции Шаньдун превысила 82,28 млн кВт. Установленная мощность фотоэлектрических электростанций составила 56,38 млн кВт, что оказалось самым высоким показателем по стране, в то время как установленная мощность ветроэлектростанций достигла 25,91 млн кВт. Выработка электричества из энергии солнца и ветра достигла 115 млрд кВт/ч, составив 22,6 % от общего показателя провинции.

### Благосостояние
В провинции Шаньдун, как и в большинстве провинций Китая, минимальная заработная плата устанавливается разного уровня, в зависимости от уровня развития провинции, её районов и стоимости жизни. В провинции Шаньдун существует три уровня минимальной заработной платы. По состоянию на 2022 год минимальный размер оплаты труда в провинции Шаньдун составляет по районам: зона А — 2100 юаней ($329,26) и 21 юаней ($3,29) в час, зона B — 1900 юаней ($297,90) и 19 юаней ($2,98) в час, зона C — 1700 юаней ($266,55) и 17 юаней ($2,67) в час.

### Внешняя торговля
По итогам 2020 года товарооборот между провинцией Шаньдун и странами вдоль «Пояса и пути» вырос на 9,1 % в годовом исчислении и составил 660,8 млрд юаней (около 101,8 млрд долл. США). Внешняя торговля провинции Шаньдун со странами АСЕАН составила более 45 % от общего объёма торговли со странами вдоль «Пояса и пути». Экспорт из Шаньдуна в страны вдоль «Пояса и пути» увеличился на 18,2 % до 338,3 млрд юаней, а импорт упал на 1,6 % до 272,4 млрд юаней (провинция импортировала в основном сырую нефть и другие сырьевые товары, а экспортировала главным образом электромеханическую и машиностроительную продукцию).
Экспорт сельскохозяйственной продукции провинции Шаньдун в 2020 году вырос на 1,9 % в годовом исчислении и достиг 125,7 млрд юаней (около 19,4 млрд долларов США), что составило 23,9 % от общего объёма экспорта сельскохозяйственных товаров Китая. При этом экспорт сельхозпродукции в страны, расположенные вдоль «Пояса и пути», увеличился в 2020 году на 13,9 % в годовом исчислении. Провинция Шаньдун является крупнейшим экспортёром сельскохозяйственной продукции страны с 1998 года.
По итогам 2021 года объём внешней торговли провинции Шаньдун вырос на 32,4 % в годовом исчислении и составил 2,93 трлн юаней (около 460,7 млрд долларов США). Экспорт провинции достиг 1,76 трлн юаней, увеличившись на 34,8 % по сравнению с 2020 годом, а импорт вырос на 29 % и составил 1,17 трлн юаней. В 2022 году товарооборот Шаньдуна и России достиг 204,68 млрд юаней (29,76 млрд долларов США), что составило 6,1 % от общего объема внешней торговли провинции. Россия стала шестым по величине торговым партнером Шаньдуна и вторым по величине рынком импорта.

## Транспорт

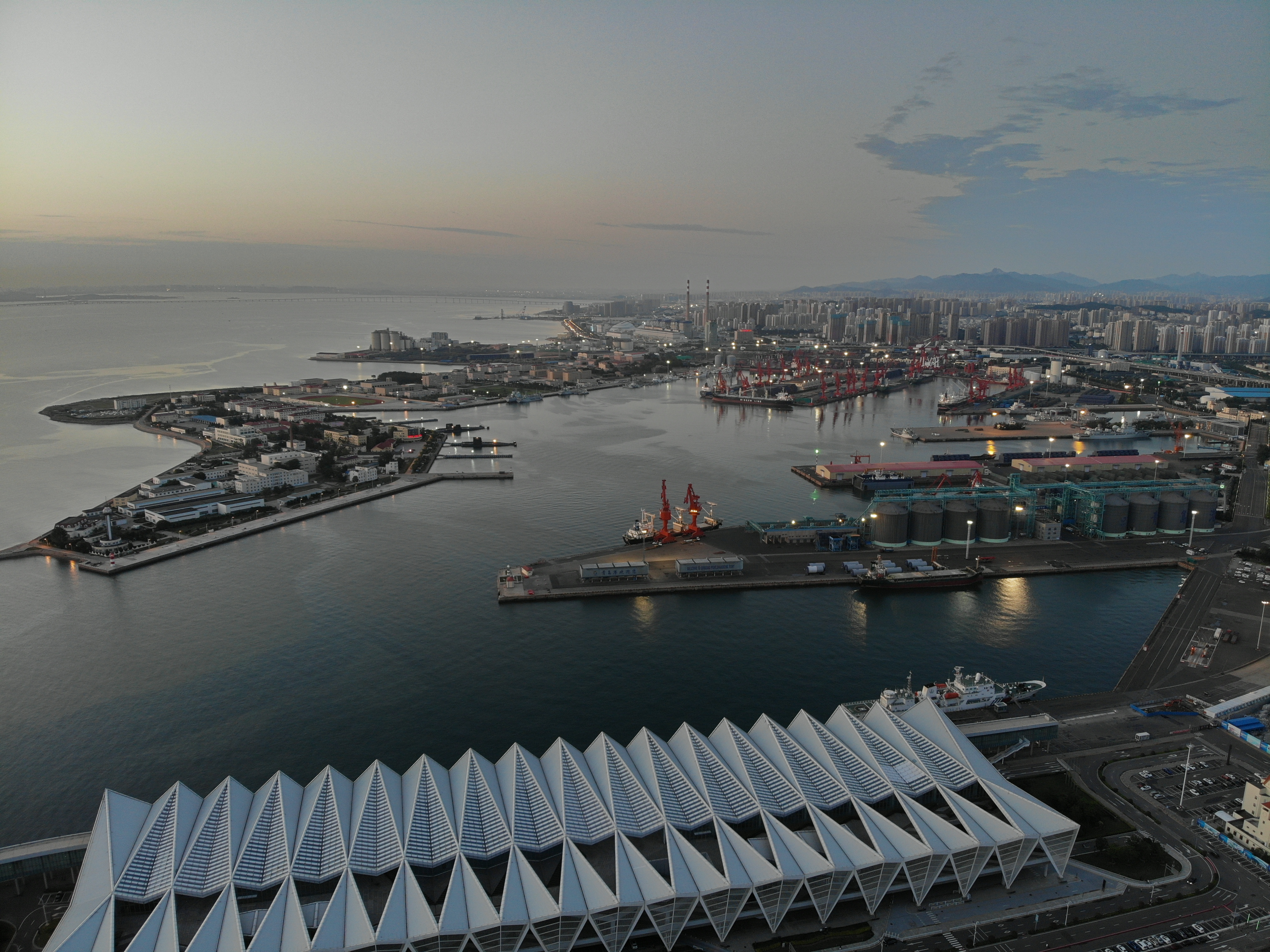
Порт Циндао

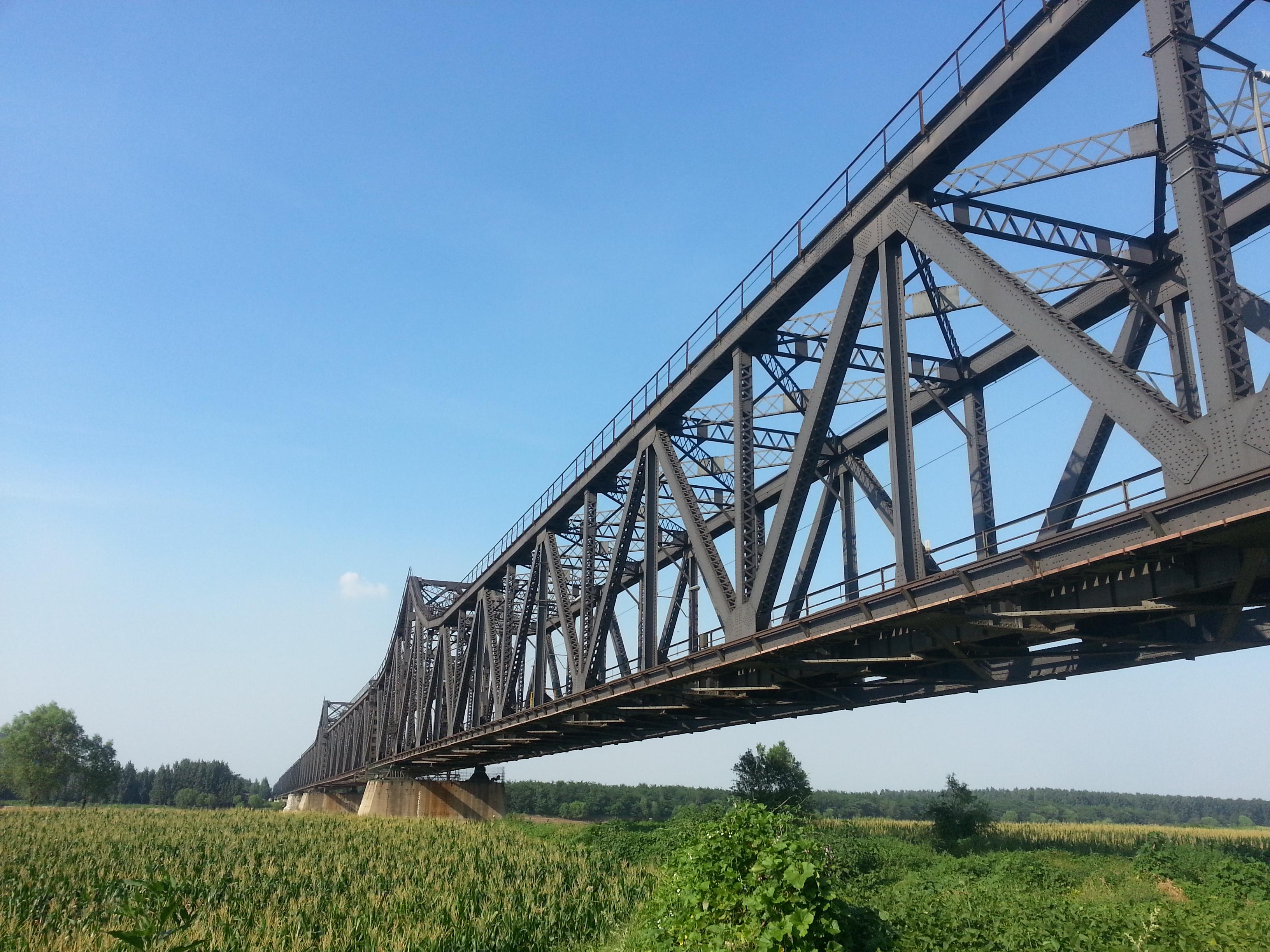
Железнодорожный мост в Цзинане

### Морской
В провинции расположены крупные морские порты Циндао (четвёртый по грузообороту порт Китая и седьмой — мира), Яньтай, Жичжао и Вэйхай. Контейнерный терминал Цяньвань в Циндао является одним из крупнейших в стране (совместное предприятие компаний Qingdao Port Group, DP World, COSCO Shipping Ports и Maersk). Другие два контейнерных терминала в Циндао принадлежат компаниям China Merchants Port и Pan Asia International Shipping. Порты провинции Шаньдун тесно связаны с портами Южной Кореи и Японии.
В 2022 году грузооборот порта Циндао составил 687 млн тонн, было обработано 26,82 млн TEU грузов (по этим показателям порт Циндао занял четвертое и пятое места в мире соответственно).  

### Железнодорожный
Основным оператор железнодорожных грузоперевозок между провинцией Шаньдун и Европой является компания Shandong Gaosu Group (Shandong Hi-Speed Group), базирующаяся в городе Цзинань. Важнейшим коридором, по которому следуют контейнеры на маршруте Китай — Европа, является Циндао — Сиань — Казахстан.

## Наука

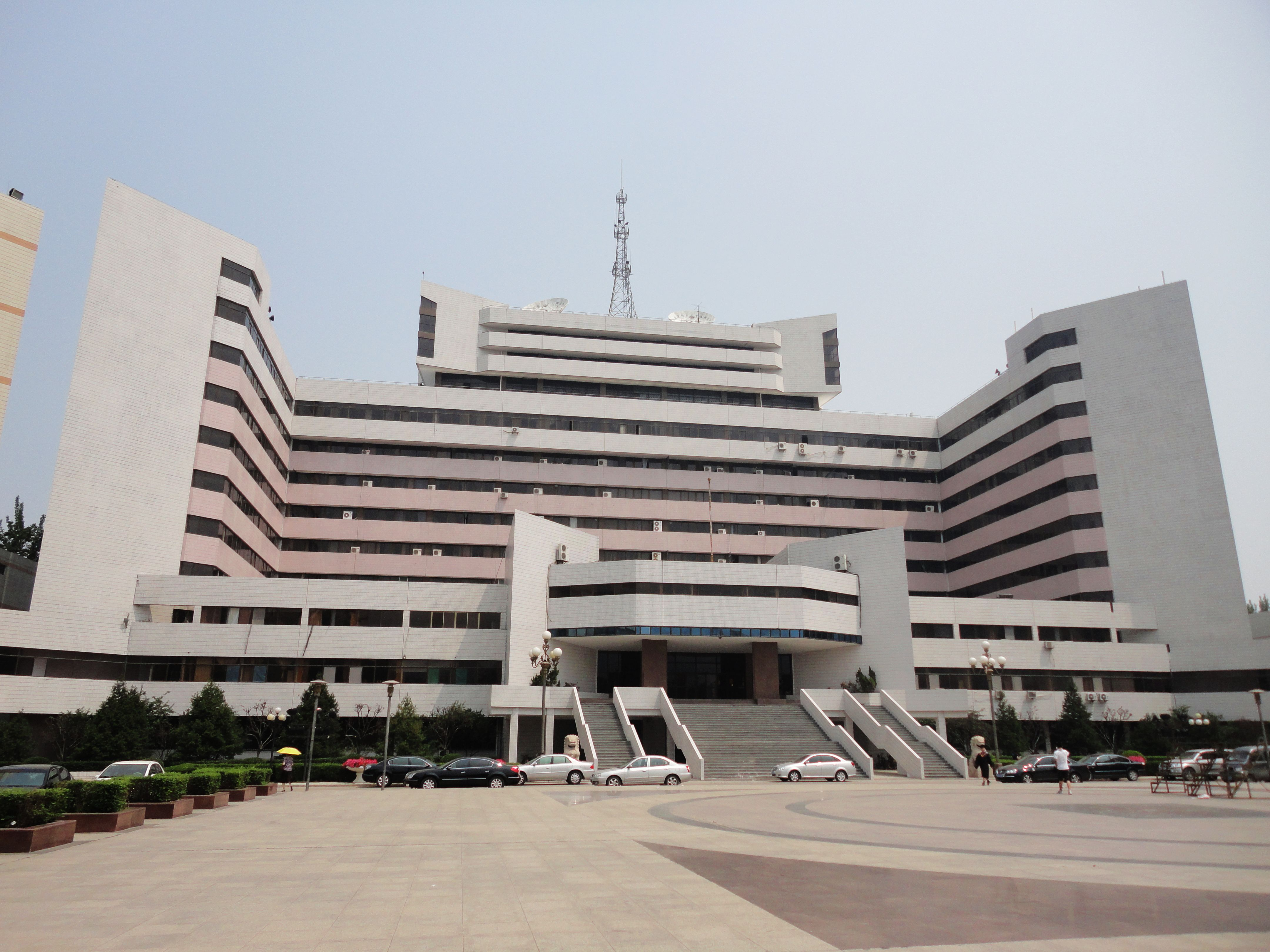
Шаньдунский университет

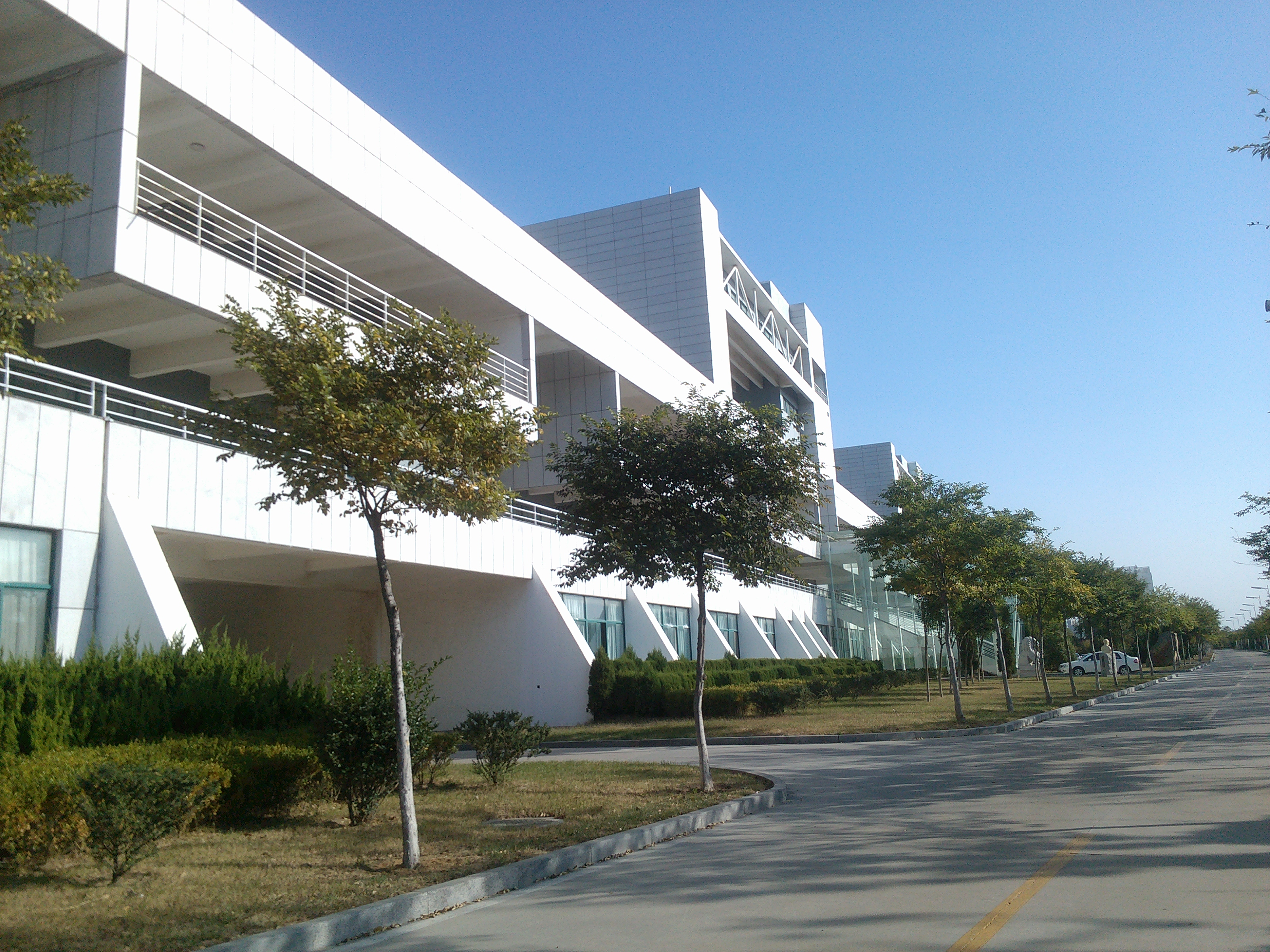
Китайский нефтяной университет

Ведущими научно-исследовательскими учреждениями провинции Шаньдун являются Шаньдунский университет (Цзинань), Институт биоэнергетики и технологии биопроцесса Китайской академии наук (Циндао), Китайский нефтяной университет (Циндао), университет Циндао (Циндао), Шаньдунский научно-технологический университет (Циндао), Исследовательский институт прибрежной зоны Китайской академии наук (Яньтай), университет Цзинаня (Цзинань), Океанографический университет Китая (Циндао), Научно-технологический университет Циндао (Циндао), Тайшаньский медицинский университет (Тайань).
Другими важными научно-исследовательскими учреждениями провинции Шаньдун являются научный центр State Grid Shandong Electric Power (Цзинань), Шаньдунский сельскохозяйственный университет (Тайань), Шаньдунский педагогический университет (Цзинань), Медицинский университет Биньчжоу (Биньчжоу), Педагогический университет Цюйфу (Цюйфу), Шаньдунская академия медицинских наук (Цзинань), Технологический университет Цилу (Цзинань), Сельскохозяйственный университет Циндао (Циндао), Медицинский университет Вэйфана (Вэйфан), Яньтайский университет (Яньтай), Медицинский университет Цзинина (Цзинин).
Также в провинции базируются такие важные научно-исследовательские учреждения, как Институт океанологии Китайской академии наук (Циндао), Шаньдунский технологический университет (Цзыбо), университет Ляочэна (Ляочэн).

## Здравоохранение
Ведущими лечебными и научно-исследовательскими учреждениями провинции Шаньдун являются Муниципальная больница Циндао, больница Цилу Шаньдунского университета (Цзинань), Вторая больница Шаньдунского университета (Цзинань), Шаньдунская провинциальная больница (Цзинань), Аффилированная больница медицинского колледжа университета Циндао (Циндао), больница Шаньдунского университета традиционной китайской медицины (Цзинань).

## Культура

### Вышивка
Важным элементом культуры является шаньдунская вышивка «лусю», зародившаяся в период Чуньцю.

### Кухня
В южной части провинции Шаньдун популярны цветочные паровые булочки «хуамо».

## Достопримечательности

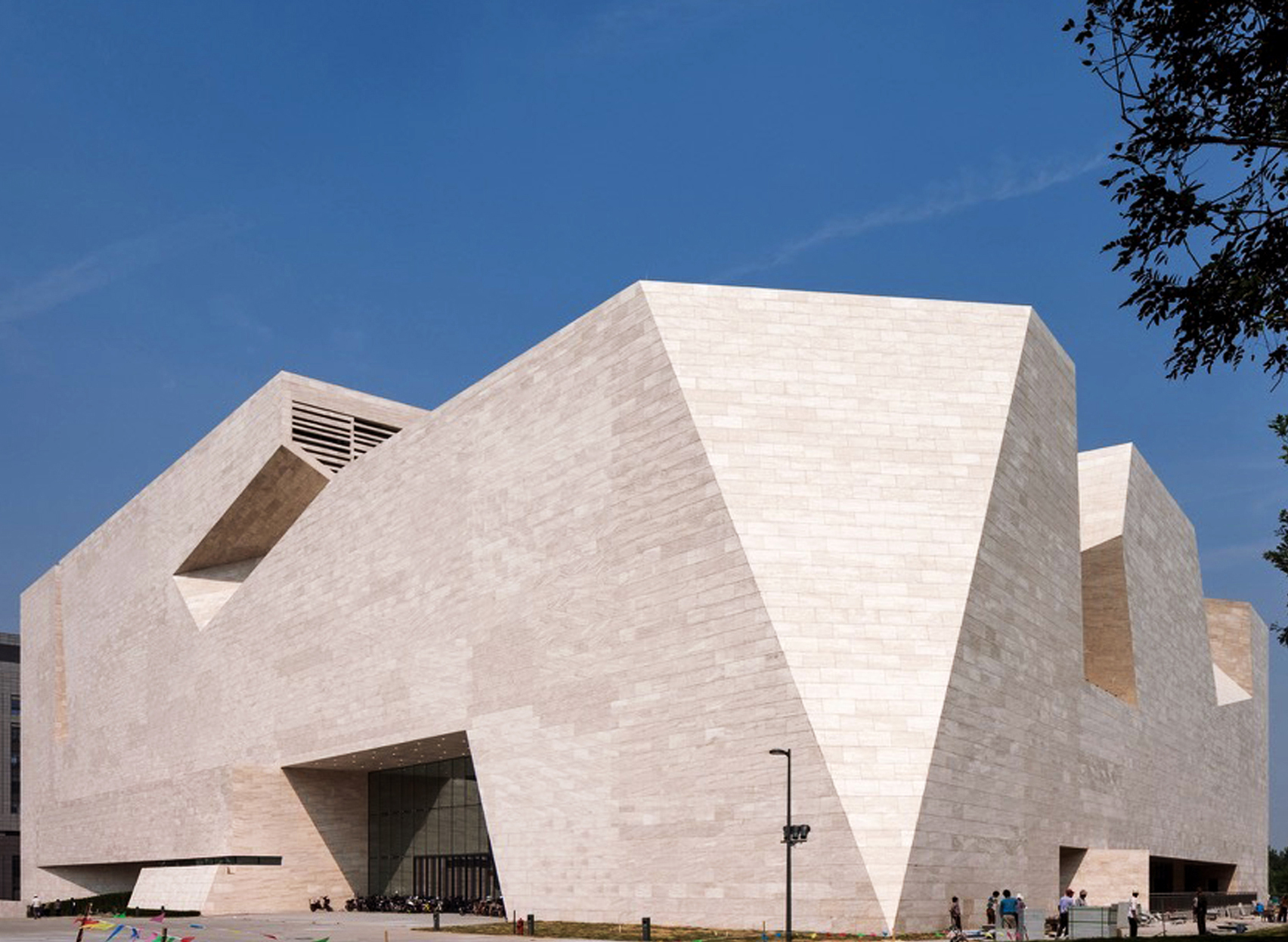
Музей искусств Шаньдун

- Три конфуцианские святыни в Цюйфу, где когда-то находилась столица царства Лу — храм поклонения Конфуцию, родовая усадьба и кладбище, где похоронен самый знаменитый философ Китая (а также множество его потомков)[24].

- Гора Тайшань расположена в центре Шаньдуна, в районе города Тайань. Это одна из пяти священных гор даосизма, почитающаяся также и буддистами; на ней, помимо прочих исторических объектов, находятся 22 древних даосских храма, в том числе Храм божества горы Тай, построенный во времена династии Цинь[24].

- Гора Лаошань также играет важную роль в даосизме и изобилует историческими памятниками этой религии. Находится в 40 км от города Циндао на Шаньдунском полуострове.

- Остров Люгун расположен в заливе Вэйхай и является природно-культурным памятником Китая. Природные пейзажи включают горы, скалы и другие живописные места. К культурным реликвиям относятся Адмиралтейство военно-морского флота Бэйян, Железный пирс, Форт и многие другие. Остров признан национальной достопримечательностью высшего ранга[24].

- Источник Баоту расположен в центре города Цзинань, в юго-западной части Старого города. Источник с прилегающим к нему парком является символом города и считается одной из трёх главных его достопримечательностей. Он известен не только как лучший из 72 источников Цзинаня, но и как чистейший источник во всём Китае[24].

- Озеро Даминху является одним из основных живописных мест в Цзинане и известно как «Жемчужина города Цюаньчэн» (泉城明珠). Это место сочетает в себе водные пейзажи, древний садовый ландшафт, даосский храм, древнюю гидротехнику и монументальные здания. Озеро является важным культурным и природным наследием Китая и привлекает множество туристов[24].

- Даосский храм Пэнлай расположен в самой северной части полуострова. Это место известно как «рай на Земле» (人间仙境) за свою красоту и спокойствие. Говорят, что Пэнлай, Фанчжан и Инчжоу – это три священные горы, где живут боги. Отсюда возникла широко распространённая легенда о «переходе восьми бессмертных через море» (八仙过海)[24].

- Исторически Тайэрчжуан был известным городом каналов, где собирались торговцы и путешественники. Он был построен по времена династии Хань, достиг расцвета в периоды правления династий Мин и Цин, однако был разрушен в ходе битвы во время Японско-китайской войны в 1938 году. Впоследствии город был восстановлен и приведён к тому виду, в котором он существовал веками. Здесь можно увидеть множество музеев (Музей искусств Шаньдун, Музей провинции Шаньдун) и выставок, полюбоваться живописными местами; весь город можно объехать на лодке[24].